# 7월 15일
7월 15일은 그레고리력으로 196번째(윤년일 경우 197번째) 날에 해당한다.

## 사건
- 70년 - 예루살렘이 로마의 티투스에 의해 점령되다.
- 1099년 - 예루살렘이 1차 십자군에게 점령되었다.
- 1910년 - 알츠하이머병이 명명되다.
- 1916년 - 보잉사가 설립되다.
- 1918년 - 2차 마른 전투.
- 1975년 - 아폴로-소유스 시험 계획을 위하여 두 우주선이 발사되다.
- 2013년 - 노량진 배수지 수몰 사고가 일어나 7명이 사망하였다.
- 2014년 - 러시아 모스크바 지하철 아르바트스코 파크롭스카야 노선에서 전동차 탈선 사고가 일어나 5명이 사망하고 120여명이 부상당하였다.
- 2014년 - 대한민국 정부는 박근혜 대통령 직속으로 통일준비위원회를 출범시켰다.
- 2023년 - 궁평2지하차도 침수 사고가 발생했다.

## 문화
- 1799년 - 로제타석 발견. 이로써 고대 이집트 상형 문자 해독의 열쇠가 제공됨.
- 1955년 - 국립서울현충원이 세워졌다.
- 1976년 - 반포대교의 잠수교가 세워졌다.
- 1982년 - 잠실 야구장이 개장하다.
- 1983년 - 닌텐도에서 가정용 게임기 패밀리 컴퓨터 발매.
- 1997년 - 울산이 광역시로 승격되다.
- 2004년 - 중부내륙고속도로 괴산 나들목 ~ 충주 나들목 구간이 개통되었다.
- 2006년 - 세계에서 가장 큰 소셜 미디어 플랫폼 중 하나인 트위터가 시작되다.
- 2009년 - 서울양양고속도로(강일 나들목 ~ 춘천 분기점 구간)가 개통되었다.
- 2012년 - 싸이의 6집 발매, 강남스타일 공개

## 탄생
- 1606년 - 네덜란드의 화가 렘브란트. (~1669년)
- 1831년 - 미국의 정치인 토머스 마이클 홀트. (~1896년)
- 1848년 - 이탈리아의 경제학자 빌프레도 파레토. (~1923년)
- 1892년 - 독일의 문학 비평가 발터 벤야민. (~1940년)
- 1893년 - 독일의 배우, 영화감독 윌리엄 디터리. (~1972년)
- 1896년 - 조선 말기의 관료, 독립운동가 양세봉. (~1934년)
- 1902년 - 벨기에의 정치인 장 레이. (~1983년)
- 1907년 - 일제강점기의 공산주의 독립운동가, 조선민주주의인민공화국의 군인, 정치인 최현. (~1982년)
- 1908년 - 일제 강점기의 독립운동가 연미당. (~1981년)
- 1924년
  - 영국의 통계학자 데이비드 콕스. (~2022년)
  - 스웨덴의 자선가 마리안네 베르나도테. (~2025년)
- 1926년 - 아르헨티나의 군인 출신 정치인 레오폴도 갈티에리. (~2003년)
- 1927년 - 미국의 배우 조 터켈. (~2022년)
- 1930년
  - 프랑스의 철학자 자크 데리다. (~2004년)
  - 미국의 수학자, 필즈상 수상자 스티븐 스메일.
- 1931년 - 일본의 소설가 후쿠다 유스케.
- 1933년
  - 대한민국의 외교관 홍숙자.
  - 미국의 과학자 존 홉필드.
- 1935년 - 미국의 배우 켄 커처벌. (~2019년)
- 1940년 - 대한민국의 배우 김지미.
- 1941년
  - 중국의 정치가, 전국인민대표대회 상무위원장 우방궈.
  - 대한민국의 언론인 최청림. (~2016년)
- 1944년 - 미국의 배우 잔 마이클 빈센트. (~2019년)
- 1945년
  - 남아프리카 공화국의 복싱 선수 아널드 테일러. (~1981년)
  - 대한민국의 미술인 홍라희.
- 1948년 - 대한민국의 가수 김세환.
- 1949년 - 대한민국의 정치인 김효석. (~2020년)
- 1950년 - 미국의 작가이자, 칼럼니스트, 허핑턴 포스트의 설립자 애리애나 허핑턴.
- 1952년 - 일본의 정치인 고이케 유리코.
- 1954년
  - 아르헨티나의 전 축구 선수, 현 축구 감독 마리오 켐페스.
  - 대한민국의 희극인 최영준.
- 1956년
  - 대한민국의 성우 장영주.
  - 영국의 싱어송라이터, 음악가 이언 커티스.
- 1958년 - 대한민국의 의사 박상은. (~2023년)
- 1959년
  - 프랑스의 배우 뱅상 랭동.
  - 대한민국의 성우 류선.
- 1960년 - 대한민국의 배우 윤철형.
- 1961년
  - 대한민국의 언론인 양승동.
  - 미국의 배우 포리스트 휘터커.
- 1962년 - 대한민국의 정치인 김창현.
- 1963년
  - 북마케도니아의 가수, 배우 이고르 잠바조프.
  - 덴마크의 가수, 배우 브리기테 닐센.
- 1964년
  - 대한민국의 야구 선수 김종석.
  - 프랑스의 영화 감독 알랭 기로디.
- 1965년
  - 대한민국의 법조 출신 정치인 정점식.
  - 일본의 배우, 성우 니시 린타로.
- 1966년 - 프랑스, 스위스의 배우 이렌 자코브.
- 1967년 - 대한민국의 의사 송은석.
- 1969년 - 대한민국의 앵커, 기자 박유한.
- 1970년
  - 대한민국의 희극인 장미화.
  - 대한민국의 전 야구 선수, 현 야구 코치 조경택.
  - 대한민국의 배우 고용화.
  - 대한민국의 전 야구 선수 이재만.
- 1971년
  - 대한민국의 전 야구 선수 곽병찬.
  - 대한민국의 인권운동가 출신 정치인 배복주.
- 1972년
  - 대한민국의 만화가 곽백수.
  - 대한민국의 양궁 선수 이은경.
- 1973년 - 미국의 음악가 존 돌마얀.
- 1976년 - 독일의 배우 디아네 크루거.
- 1978년
  - 대한민국의 성우 방우호.
  - 대한민국의 배우 양은용.
- 1979년 - 스위스의 축구 선수 알렉산더 프라이.
- 1980년
  - 대한민국의 야구 선수 봉중근.
  - 핀란드의 배우, 기업인 야스페르 패쾨넨.
- 1981년 - 중국의 축구 선수 취보.
- 1982년
  - 대한민국의 KBS 아나운서 박은영.
  - 대한민국의 야구 선수 오승환.
  - 대한민국의 배우 차도진.
- 1983년 - 대한민국의 배우 최재환.
- 1985년
  - 터키의 축구 선수 부라크 이을마즈.
  - 대한민국의 프로 바둑 기사 원성진.
- 1986년
  - 미국의 영화감독 아리 애스터.
  - 미국의 배우 야히아 압둘마틴 2세.
  - 대한민국의 가수 수란.
  - 대한민국의 가수, 뮤지컬 배우 배두훈.
- 1987년
  - 대한민국의 축구 선수 강수일.
  - 대한민국의 레이싱 모델 박해나.
  - 대한민국의 전직 스타크래프트 프로게이머 주영달.
  - 일본의 펜싱 선수 미노베 가즈야스.
- 1988년
  - 일본의 배우 후지이 미나.
  - 미국의 배우 에이미 카레로.
- 1989년
  - 대한민국의 아나운서 김정현.
  - 대한민국의 야구 선수 노진혁.
  - 대한민국의 야구 선수 이범준 (LG 트윈스).
  - 대한민국의 야구 선수 홍성민.
- 1990년 - 대한민국의 전직 스타크래프트 프로게이머 신재욱.
- 1991년
  - 대한민국의 야구 선수 양석환.
  - 대한민국의 배우 윤영경.
  - 일본의 가수 가시와기 유키 (AKB48).
  - 일본의 축구 선수 다니구치 쇼고.
  - 브라질의 축구 선수 다닐루 루이스 다 시우바.
  - 일본의 성우 히오카 나츠미.
  - 중국의 야구 선수 왕천싱.
  - 미국의 농구 선수 데릭 페이버스.
- 1992년
  - 대한민국의 배우 차인하. (~2019년)
  - 대한민국의 야구 선수 유강남.
  - 대한민국의 방송인,가수 최정문.
  - 일본의 가수, 모델 쿠스미 코하루.
  - 일본의 축구 선수 무토 요시노리.
  - 미국의 음악 프로듀서 포터 로빈슨.
  - 남아프리카공화국의 육상 선수 웨이드 판 니케르크.
- 1993년 - 대한민국의 가수 임수연.
- 1994년
  - 대한민국의 가수, 음악가 김재현. (엔플라잉)
  - 홍콩의 모델 애비 초이. (~2023년)
  - 대한민국의 야구 선수 윤형배.
- 1995년 - 대한민국의 가수 강마음.
- 1996년
  - 대한민국의 가수 세오.
  - 대한민국의 가수, 배우, 댄서 신주원.
  - 네덜란드의 축구 선수 비비아너 미데마.
- 1997년
  - 대한민국의 가수 수원.
  - 대한민국의 야구 선수 홍성호.
  - 대한민국의 리그 오브 레전드 프로게이머 미키.
  - 일본의 배우 모리모토 신타로.
  - 오스트리아의 유도 선수 미하엘라 폴레레스.
- 1998년
  - 중국의 가수 성소 (우주소녀).
  - 대한민국의 배우 신현승.
  - 대한민국의 가수 고정우.
- 1999년 - 캐나다의 쇼트트랙 선수 피에트로 시겔.
- 2003년
  - 대한민국의 배우 이서연.
  - 이란의 레슬링 선수 사이드 에스마엘리.
- 2004년
  - 대한민국의 야구 선수 김동헌.
  - 대한민국의 래퍼 디아크.
- 2013년 - 대한민국의 유튜버 권율이 (율이TV).

### 미상
- 대한민국의 기업인 성나경.

## 사망
- 1274년 - 이탈리아의 신학자 보나벤투라. (1221년~)
- 1750년 - 러시아의 정치인, 작가, 역사학자 바실리 타시셰프. (1686년~)
- 1764년 - 러시아 제국 로마노프 왕조의 5번째 군주 이반 6세. (1740년~)
- 1830년 - 프랑스의 장군 도미니크 방담. (1770년~)
- 1857년 - 오스트리아의 피아니스트, 작곡가 카를 체르니. (1791년~)
- 1904년 - 러시아 소설가, 극작가, 의사 안톤 체호프. (1860년~)
- 1940년 - 세계에서 가장 키가 큰 사람 로버트 워들로. (1918년~)
- 1946년 - 중국의 시인 원이둬. (1899년~)
- 1948년 - 미국의 군인 존 J. 퍼싱. (1860년~)
- 1974년 - 미국의 야구인 클로드 데릭. (1888년~)
- 1989년 - 일본 제국의 군인 스즈키 데이이치. (1888년~)
- 2000년 - 미국의 정치인 존 올랜도 파스토레. (1907년~)
- 2004년 - 일본 소설작가 요시다 스나오. (1969년~)
- 2013년 - 대한민국의 야구 선수 이장희. (1989년~)
- 2017년
  - 이란의 수학자 마리암 미르자하니. (1977년~)
  - 미국의 배우 마틴 랜다우. (1928년~)
- 2018년 - 대한민국의 성우 이혜경. (1929년~)
- 2020년
  - 영국의 영화배우 모리스 로이브스. (1937년~)
  - 니우에의 정치인 토케 탈라기. (1951년~)
- 2021년 - 네덜란드의 범죄 기자, 저널리스트 페터르 R. 더프리스. (1956년~)
- 2023년
  - 대한민국의 소설가 고사명. (1932년~)
  - 대한민국의 법조인 안상훈. (1966년~)
- 2024년 - 대한민국의 가수 현철. (1942년~)
- 2025년 - 노르웨이의 스키선수 에우둔 그뢴볼. (1976년~)

## 기념일
- 국왕 탄생일: 브루나이

## 같이 보기
- 전날: 7월 14일 다음날: 7월 16일 - 전달: 6월 15일 다음달: 8월 15일
- 음력: 7월 15일
- 모두 보기